# Ibrahim Ismail Muftah
Ibrahim Ismail Muftah Faraj (né le 10 mai 1972 à Doha) est un athlète qatarien, spécialiste du sprint.

## Biographie

### Palmarès
| Date | Compétition                 | Lieu         | Résultat | Épreuve   | Temps   |
| ---- | --------------------------- | ------------ | -------- | --------- | ------- |
| 1988 | Championnats d'Asie juniors | Singapour    | 1er      | 400 m     |         |
| 1989 | Championnats d'Asie         | New Delhi    | 1er      | 400 m     |         |
| 1990 | Championnats d'Asie juniors | Pékin        | 3e       | 200 m     |         |
| 1990 | Championnats d'Asie juniors | Pékin        | 1er      | 400 m     |         |
| 1990 | Jeux asiatiques             | Pékin        | 2e       | 400 m     | 46 s 09 |
| 1991 | Championnats d'Asie         | Kuala Lumpur | 1er      | 400 m     |         |
| 1991 | Championnats d'Asie         | Kuala Lumpur | 2e       | 200 m     |         |
| 1992 | Jeux panarabes              | Lattaquié    | 2e       | 200 m     | 20 s 85 |
| 1992 | Jeux panarabes              | Lattaquié    | 1er      | 400 m     | 44 s 89 |
| 1992 | Jeux panarabes              | Lattaquié    | 1er      | 4 x 100 m | 39 s 60 |
| 1992 | Jeux olympiques             | Barcelone    | 7e       | 400 m     | 45 s 10 |
| 1992 | Coupe du monde des nations  | La Havane    | 4e       | 400 m     |         |
| 1993 | Championnats d'Asie         | Manille      | 1er      | 400 m     |         |
| 1994 | Jeux asiatiques             | Hiroshima    | 2e       | 200 m     |         |
| 1994 | Jeux asiatiques             | Hiroshima    | 1er      | 400 m     |         |
| 1995 | Championnats d'Asie         | Jakarta      | 1er      | 400 m     |         |
| 1997 | Jeux panarabes              | Beyrouth     | 1er      | 200 m     |         |
| 1997 | Jeux panarabes              | Beyrouth     | 1er      | 400 m     |         |
| 1998 | Jeux asiatiques             | Bangkok      | 2e       | 400 m     | 45 s 32 |
| 1999 | Jeux panarabes              | Amman        | 1er      | 400 m     | 45 s 7  |
| 2000 | Championnats d'Asie         | Jakarta      | 1er      | 400 m     | 44 s 66 |

### Records
| Épreuve | Performance | Lieu         | Date            |
| ------- | ----------- | ------------ | --------------- |
| 200 m   | 20 s 96     | Kuala Lumpur | 23 octobre 1991 |
| 400 m   | 44 s 66     | Jakarta      | 30 août 2000    |